# سلبریج
شهر سلبریج (به انگلیسی: Celbridge) با جمعیت ۱۴٫۷۹۰ نفر در شهرستان کیلدر در کشور جمهوری ایرلند واقع شده‌است.